# 大阪府立枚方津田高等学校
大阪府立枚方津田高等学校（おおさかふりつ ひらかたつだこうとうがっこう）は、大阪府枚方市津田北町二丁目にある公立高等学校。

## 概要
全日制普通科を設置している。学校建設工事の際に、旧石器時代から中世にかけての複合遺跡である津田トッパナ遺跡が発見されている。
基礎学力の定着や、進路希望の実現に向けて多様な選択科目の設定などの取り組みをおこなっている。7時間目授業も行われている。進学者向けの選択科目として、「国語研究」「数学研究」「英語研究」の授業が行われる。
情報教育、国際教育だけでなく情操教育も重視。芸術の授業にも力を入れている。

## 沿革
1986年に大阪府立枚方高等学校の分校として開校した。
開校当時は「1980年代の高校生急増期を迎え、生徒の受け皿が必要。しかし1990年代以降には生徒減少期に入る見込みだった」という時代背景があった。そのため「新設校を作れば数年後には高校統廃合も考えられるが、統廃合は容易ではない」として、「本校並みの施設をもつ分校を設置し、当面の間は分校として高校生急増期の際の受け皿となる。将来の生徒減少期には、本校を郊外移転させる形で、分校敷地に統合する」という構想のもとで、既存校の分校として設置された。
しかしその後、分校の独立校化を希望する声が高まった。それらの声を受け、枚方高等学校津田校、および津田校と同様の背景で設置された大阪府立島上高等学校大冠校（現在の大阪府立大冠高等学校）・大阪府立佐野高等学校日根野校（現在の大阪府立日根野高等学校）の3分校を独立校とする条例改正案が1994年12月に大阪府議会で可決された。
2011年英語系専門コース（仮称スーパーイングリッシュ専門コース）新設。大阪府の認める特色校として認定。6科目12単位を選択。またこの年から制服が一新される。

### 年表
- 1986年1月1日 - 大阪府条例に基づき、大阪府立枚方高等学校津田校を設置。
- 1986年4月1日 - 大阪府立枚方高等学校津田校が開校。
- 1994年12月21日 - 大阪府条例が改正され、大阪府立枚方津田高等学校として独立することが決定。
- 1995年4月1日 - 独立校となり、大阪府立枚方津田高等学校に改称。

## 交通
- 片町線（学研都市線） 藤阪駅 南西へ約200m
- 京阪バス 津田本通バス停、または津田中学校前バス停

## 出身者
- 狩野倫久（元サッカー選手、サッカー指導者、U-16サッカー日本女子代表監督[1]）